# Sat-karma
A sat-karma vagy egyéb átírásokban satkarma, sat-karman (szanszkrit: षटकर्मन ṣaṭkarman), vagy másképp sat-krija a jógában a test kitisztításának hat művelete. A kifejezés összetett szó: sat = hat, karma = cselekedet. A hat tisztítási művelet nagyon hatásos, ha helyesen alkalmazzák. Csak szakavatott mester irányításával ajánlatos végezni őket.

## Részei
A sat-karma tisztító gyakorlatai a következők:
1. dhauti (nyelőcső-gyomor tisztítása)
2. baszti vagy vaszti (a bélrendszer alsó szakaszának tisztítása)
3. néti (orrjáratok tisztítása)
4. nauli (a hasi izmok mozgatása)
5. trátaka (szemtisztítás, a figyelem összpontosítása)
6. kapálabháti (a tudatműködés megtisztítása)

### dhauti
A dhautit a nyelőcső és a gyomor tisztítására alkalmazzák. Közelebbi feladata az, hogy a nyelőcső és a gyomor nyálkahártyájára lerakódott lepedéket eltávolítsa:
"Vegyél tiszta vászoncsíkot, négy ujjnyi széleset és tizenöt arasz hosszúságot (kb. 4-5 méter), nyeld le óvatosan a guru tanítása szerint, majd ismét húzd elő. Ez a dhauti, amely hasznos az aszthma, belső bajok, még a lepra ellen is, amelyek a kapha miatt állnak elő" (Hatha-jóga-pradípika  24-25.).
A vékony, teljesen steril és könnyű vászoncsíkot nem egyszerre, hanem fokozatosan kell lenyelni. Előzőleg ajánlatos benedvesíteni (víz, tej), s ezután napról napra többet nyelünk le belőle. A gyakorlat hatását a naulival (hasizom forgatása) lehet fokozni. A gyakorlat csak a guru személyes irányítása mellett sajátítható el. Ugyanez érvényes az alábbiakban illusztrációképpen bemutatásra kerülő többi gyakorlatra is.

### baszti/vaszti
A test belső tisztításánál kiemelt szerepe van a bélrendszer átmosásának (múla-sodhana), a különböző baktericid hatású beöntéseknek. Ilyenkor a beöntés során a megtöltött irrigátorba különböző kivonatokat (fokhagyma, citrom) keverünk a vízbe és azzal végezzük a műveletet. A cél nem a széklet elősegítése, hanem a bél magasabb traktusaiban lévő salakanyag eltávolítása. Ezért egymás után 2-3 beöntést is lehet alkalmazni. A beöntéseket többféle módon alkalmazzák. Lehet állva végezni, ilyenkor a jógi megfelelő méretű bambuszcsövet helyez az anusba, majd köldökig érő vízbe állva az uddijána-bandha (hasbeszívás) alkalmazásával vizet szív fel a csövön, amit később eltávolít, és kint a parton a bélbe szívott vízzel átmossa a bélrendszerét (naulikrija).
A Hatha-jóga-pradípika a következő módszert ajánlja: 
"Üljél vizes teknőbe, lepjen el a víz köldökig. Végy fel guggoló helyzetet, miközben a sarkaid az ülep alatt helyezkednek el szorosan. Vékony bambuszcsövet illessz az anusba. Ezután összehúzandó a záróizom, hogy a víz beszívódjék. Törekedj arra, hogy a bekerült víz mozgásban legyen, hogy eloszolhasson. Ez a vaszti, amely betegségeket gyógyít, amelyeket a vata, pitta és kapha okozhatnak. Ez a vaszti, ha helyesen történik, finommá teszi a testnedvek körforgását, az érzékszervek működését és a szívet, Könnyűvé teszi a testet és biztosítja a jó emésztést" (26-28.).

### néti
A neti az orrjáratok megtisztítása olymódon, hogy langyos sós (vagy citromos) vizet szívunk föl az orrnyíláson keresztül. Ezt lehet úgy végezni, hogy mindkét orron egyszerre szívjuk föl a vizet és ugyanazon az úton engedjük vissza; vagy pedig kizárólag erre a célra használt vékony kiöntő nyílással rendelkező kancsót illesztünk az egyik orrnyíláshoz, miközben a fejet kissé oldalra billentjük, s így a víz átfolyik a másik orrnyílásunkon. Másik változatánál az orron át fölszívott vizet a szájon át engedjük ki. Az orrjáratokat nem durva, vékony szövetdarabbal vagy gumiszalaggal is tisztíthatjuk: az egyik orrnyíláson át óvatosan bevezetett szál másik végét a szájon át vezetjük ki, és ide-oda húzogatva a szálat, végezzük a tisztítást. Szvátmaráma magyarázatában: 
"Vezess át az egyik orrnyíláson tizenkét ujjnyi hosszú fonalat, amelynek végét megragadva a szájon át távolítod el. Ez a neti, amely a koponyát tisztítja és éleslátást biztosít. Használd oly betegségek ellen, amelyek a vállak fölötti területet támadják" (Hatha-jóga-pradípika 29-30.).

### nauli
A nauli gyakorlatának két változatát különböztetjük meg. Az első az uddijána-bandha (uddijána: emelkedés - bandha: zárás), ami a rekeszizomnak a mellkasba való felemelését és a helyzet kitartását jelenti, a második gyakorlat pedig speciális hasizomforgatásból, izomcsoportok elkülönítéséből áll. Az uddijána-bandhát legjobb állóhelyzetben vagy padmászanában végezni. A gyakorlatot teljes kilégzéssel kezdjük, majd két kezünket a comb felső részén tartva a hasizmokat a bordák alá szívjuk fel. Kitartás után ellazítjuk izmainkat és visszatértünk kiinduló helyzetbe, a légzés ismét normális. A gyakorlatot a reggeli gyakorlás menetébe iktatjuk be (ászanák után). Pontos a teljesen üres gyomor. Étkezések után nem végezhető ez a gyakorlat. A műveletet enyhe terpeszállásban 3-5-ször ismételjük meg.
Az álló és ülő helyzetben elvégezhető nauli a hasizmok elkülönítéséből, vagy azok forgatásából áll. Így megkülönböztetünk jobboldali elkülönítést (daksina-nauli) és baloldalit (vámán-nauli). A hasizmok együttes elkülönítésének (nauli-madjáma) begyakorlása után az említett fokozatok a hasizom forgatásakor a hasi szervekre gyakorolt belső masszázzsal a legösszetettebb hatást váltják ki. Először csak az egyik hasizom elkülönítését gyakoroljuk be, aztán a másikat, majd idővel át lehet térni a hasizmok forgatására (nauli-krija).

### trátaka
A klasszikus jóga-irányzatok keretén belül a trátaka a testi-tudati egyensúlyt teremti meg. A hatha-jóga rejtett szimbolikája (Ha=Nap és Tha=Hold) az emberi struktúra princípiumainak egyesítési szándékára utal. A rádzsa-jóga a gondolati erők fölötti uralommal befolyásolja a testi működéseket, és teremti meg az emberi struktúrába ágyazódott kozmikus princípiumok tökéletes egyensúlyát. A hatha-jóga klasszikus magyarázója, Ghéranda risi viszont a trátakát a satkarman szádhanáin belül említi meg, csakúgy, mint Szvátmáráma: 
"Pislogás nélkül, koncentrált szellemmel tekints egy kis tárgyra, amíg könnybe lábadnak szemeid. Ezt a gyakorlatot a guruk trátakának nevezik. Meggyógyítja a szemek bántalmait, és hasznos a fáradtság leküzdésére" (Hatha-jóga-pradípika 31-32.).
A tapasztalatok szerint a trátaka erősíti a szem izmait. A rádzsa-jóga rendszerében a trátaka a koncentrációs gyakorlat (dhárana) előkészítő fokozata. A trátaka alkalmas arra, hogy a formák, vagy jelképek fölötti elmélyedést megfelelően előkészítse. Sokan a dháranát a legmagasabbrendű figyelemösszpontosítással azonosítják, pedig lényegében a trátaka sem más, mint figyelemirányítás, annak elmélyítése. A dháranában azonban a koncentrációnak egy magasrendű intuitív belső tapasztalással kell összekapcsolódnia. Ezen a fokon a megismerés tisztaságát nem zavarhatják meg semmilyen külső vagy belső, testi-tudati tényezők sem. Ennek a képességnek a megalapozója a pratjáhára. Amennyiben a gyakorlás során a koncentrációs szimbólum eltűnik a tudat belső aktivitásának "látóteréből", a tudat éberségi szintje lemerül a tudattalan sötétségébe.
A trátaka gyakorlásának kitüntetett szerepe volt az ősi önmegvalósító iskolákban. A tantrikus jóga-elemek az emberben szunnyadó őserők (kozmikus princípiumok, tudatszintek), vagy metafizikai képességek (sziddhik) megszerzését kombinálták a "belső csend" (antar-mauna) praxisával. Ennek a gyakorlatnak célja az volt, hogy a gyakorlat segítségével felhalmozott energiát a jógi magasabb szellemi (meditációs) célok szolgálatába állítsa. A trátakához különböző technikai megoldásokat alkalmaznak, az egyes variációk a figyelemösszpontosítás eszközeiként szerepelnek:
- gyertya lángja
- fekete pont
- szimbólum, istenség (ísta-devatá)
- orrhegyen rögzített tekintet (nászágra-dristi)
- szemöldökök közötti pont (bhrúmadhja)
- Siva-linga (Siva szimbóluma tojás alakú kőben)
- égbolt vagy csobogó víz
- felkelő Nap
- kristály
- saját árnyék-nézés (cshájá-upaszana)
- sötétség
- üresség (súnja)
- tükörkép
- valamelyik csakra
- belső kép
- elemi princípiumok (föld, tűz stb.)
- jantra

A felsorolt technikák közül az  első három a legelterjedtebb a gyakorlatban. A 4. és 5. módszer közvetlen kapcsolatot épít ki az adzsnyá-csakrával, a saját árnyékunk (10) és tükörképünk (13) szemlélete az antar-trátakán belül valósul meg. A
trátakához kapcsolható még a sámbhaví-mudrá, amely Siva szimbólumaként az anyagi kötöttségekből kiszakadt tudatállapot, az intuitív tapasztalás kifejeződése: "A bölcs, aki a külső világ ingereit kizárja, tekintetét szemöldökei közé rögzíti, orrában a ki- és belélegzések mozgását egyenlővé teszi, érzékein, értelmén (manasz), szellemén (buddhi) állandóan uralkodik, egyetlen célja a felszabadulás (móksa), a vágyat, a félelmet és a szenvedélyt örökre elvetette, bizony az felszabadul" (Bhagavad-Gítá 5,27-28.). A felszabadulás akkor következik be, amikor a felébresztett kundaliní erő felfelé emelkedve áthalad a finom-anyagi csomópontokon (csakrák), majd a két szemöldök közötti pontban egyesül az átmával (lélek). A gyakorló a sámbhaví-mudrá segítségével a finom-anyagi struktúra, a finom-test (szúksma-saríra) ismerője lesz: "A szemöldökök közé irányított tekintet meglátja a legfelső Ént (átmáráma)" (Ghéranda-Szamhitá 3,64.). Az említett mudrá az a módszer, amely elvezet az egyénben rejlő Lélek (átmá) és a Brahman egyesüléséhez. Ebben a folyamatban a trátaka alapozza meg az adzsnyá-csakrára irányított szilárd elmélyedés tudati képességét.
Az alábbiakban illusztráljuk a tantrikus iskolákban használatos trátaka-technikákat:
Előkészület: A koncentrációs tárgyat szemmagasságban és megfelelő távolságra (karnyújtásnyira) magunk elé helyezzük. Olyan távolságot válasszunk, hogy a választott tárgy részleteiben és egészében is tisztán látható legyen, tehát se túl közel, se túl távol ne legyen. A gyakorlathoz legjobb előkészületi testhelyzet a meditációs póz (padmászana, szukhászana). Az egyenes hát és emelt fejtartás pozícióját minden erőlködés, izomfeszítés mellőzésével vesszük fel. Légzésünk lassú, egyenletes, nyugodt és mély legyen. Testérzetünk maga a tökéletes nyugalom és ellazultság. Az objektumot figyelő szemeket nem meresztjük; a tekintet laza, nyugodt éberséggel pihen meg a tárgyon. Mindaddig, amíg a tekintetünk nyugtalanul vibrál ide-oda, nem kezdhetjük el a gyakorlatot. Ilyen kor legjobb, ha szemünket lecsukjuk és a szem- (szem környéki) izmokat tudatosan ellazítjuk. Amikor szemünket teljesen pihentnek és ellazultnak érezzük, akkor megkezdhető a gyakorlat. A trátaka végzése közben a gyakorló előtt különböző szín- és formakombinációk jelennek meg a képmezőben. A látottakat figyelemmel kell kísérni, mert tudatosításuk elősegíti az adzsnyá-csakra "beindítását".
Technikai rész: 1. Az alaphelyzet megvalósítása után figyeljük meg az orrjáratokon ki- és beáramló levegő útját. A beáramló levegő hideg-érzetet kelt, a kiáramló levegő pedig kellemesen meleg. A levegő útját minden erőltetés, a beavatkozás, irányítás kényszere nélkül kövessük. A hömpölygő légáramlat a maga természetessége szerint halad végig kijelölt útján, s nekünk az a feladatunk, hogy ezt a természetességét átéljük, tudatosítsuk és külső szemlélőként megfigyeljük.
2. A trátaka során - amennyiben a választott tárgy egy égő gyertya - a gyertyabél csúcsán képződő izzó fénymagra összpontosítunk. Minden belső (gondolat) és külső (testi kényelmetlenség) zavaró tényezőt igyekezzünk elkerülni. A gyertya lángját pislogás nélkül, a szem végső kifáradásáig fixáljuk, majd ezek után lecsukjuk szemhéjunkat. A gyakorlat időtartama kezdetben 5-10 perc legyen, a későbbiekben ezt az időtartamot 15-20 percre emelhetjük.
3. A szem kifáradása után hunyjuk le szemünket. Ekkor a belső képmezőben egy vörösen izzó fénypont (orsószerű lángocska) tűnik fel, ami néha pörgő mozgást végez saját tengelye körül. Tartsuk meg ezt a csillagszerű fénypontot a homlok közepe táján, abban az esetben, ha a láng elmozdulna valamelyik irányba, tehát távolodik a képmező széle felé, ne kövessük mozgását, hanem tartsuk figyelmünket mindvégig a homlok közepén. Az izzó pont néha eltűnik, hogy ezt követően újra teljes intenzitással ragyogjon föl. Egy idő után azonban végleg eltűnik előlünk, s ilyenkor szemünket felnyitva ismét az előttünk lévő gyertya lángját fixáljuk a megadott időtartamig.
4. Megismételjük az előző pontban leírtakat. Kellő gyakorlás után eljuthatunk a legmélyebb megismerési fokra, amikor a legapróbb egyébként értéktelennek tartott részlet is elnyeri a gyakorlás során eredeti jelentését.
Megjegyzés: A gyakorló kezdetben úgy fogja érezni, hogy nem képes a vizuális élmény felvételére, és megtapasztalására, mert nem látja maga előtt az izzó csillagot sem, amely feltétlenül szükséges a belső képvilág megteremtéséhez. Amennyiben a kitartó gyakorlás ellenére sem mutatkozik eredmény, úgy más technikai megoldáshoz kell folyamodnia, A gyakorlat sikeressége attól is függ, hogy az egyén milyen altípusba sorolható be. Aki vizuális úton szerzi be leginkább tapasztalatait, az könnyebben sajátítja el a trátaka technikai részét, az "érzékeny fülűek" számára viszont a náda-jóga eljárása javasolható.
Két, az előbbinél egyszerűbb módszert is említünk, amelyek össze is kapcsolhatók egymással, vagy felváltva alkalmazhatók:
Meditációs tartásban helyet foglalunk a szobánk egyik sarkában, ahonnan tekintetünk kényelmesen bejárhatja a helyiség egész felületét, egyik saroktól a másikig, oda és vissza, le és fel. A testi-tudati relaxáció állapotában kezdjük meg a gyakorlatot: szemünket a fej mozgatása nélkül az egyik sarokponttól indítjuk el a másik pontig. A szem mozgatásánál fontos, hogy gyorsan "ugrassuk" szemünket ponttól-pontig vízszintes, függőleges és átlós irányba egyaránt. A szem villanásszerűen cikázza be a szoba sarkait. 
A térben kiválasztunk magunknak egy tetszés szerinti képzeletbeli pontot, amelyet fejmagasságban "helyezünk el", a ettől a ponttól mozgatjuk a szemgolyót le és fel, oldalirányba és körkörösen.